# Campigny (Calvados)
Campigny è un comune francese di 187 abitanti situato nel dipartimento del Calvados nella regione della Normandia.

## Società

### Evoluzione demografica
Abitanti censiti